# Champforgeuil
Champforgeuil ist eine französische Gemeinde mit 2.616 Einwohnern (Stand: 1. Januar 2022) im Département Saône-et-Loire in der Region Bourgogne-Franche-Comté. Sie gehört zum Arrondissement Chalon-sur-Saône und zum Kanton Chalon-sur-Saône-1. Die Bewohner werden Champforgeuillais und Champforgeuillaises genannt.
Die Gemeinde erhielt 2022 die Auszeichnung „Eine Blume“, die vom Conseil national des villes et villages fleuris (CNVVF) im Rahmen des jährlichen Wettbewerbs der blumengeschmückten Städte und Dörfer verliehen wird.

## Geografie
Champforgeuil liegt am Fluss Thalie, einem Nebenfluss der Saône, etwa 5 Kilometer nördlich von Chalon-sur-Saône. Umgeben wird Champforgeuil von den Nachbargemeinden Fragnes-La Loyère im Norden und Nordosten, Chalon-sur-Saône im Osten und Südosten, Châtenoy-le-Royal im Süden und Südwesten, Mellecey im Westen sowie Farges-lès-Chalon im Nordwesten.
Durch die Gemeinde führt die Autoroute A6. Im Gemeindegebiet liegt ein Teil des Flughafens Chalon-Champforgeuil.

## Bevölkerungsentwicklung
| Jahr      | 1962 | 1968 | 1975 | 1982 | 1990 | 1999 | 2006 | 2012 | 2020 |
| Einwohner | 1093 | 1215 | 1926 | 2128 | 2131 | 2185 | 2259 | 2374 | 2594 |

## Sehenswürdigkeiten
- Schloss Champforgeuil, erstmals 1268 erwähnt
- Kirche Saint-Vincent

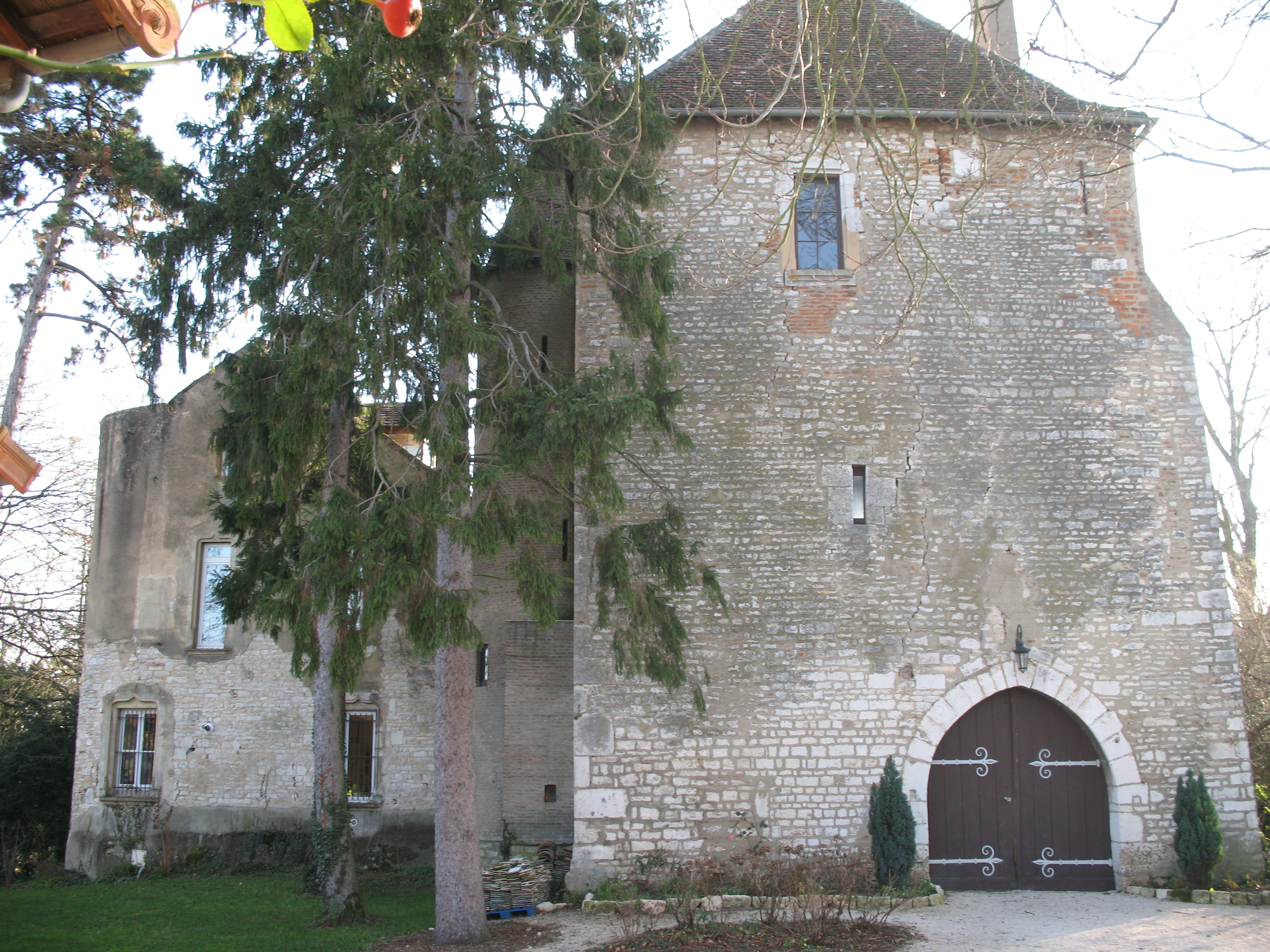
Schloss Champforgeuil
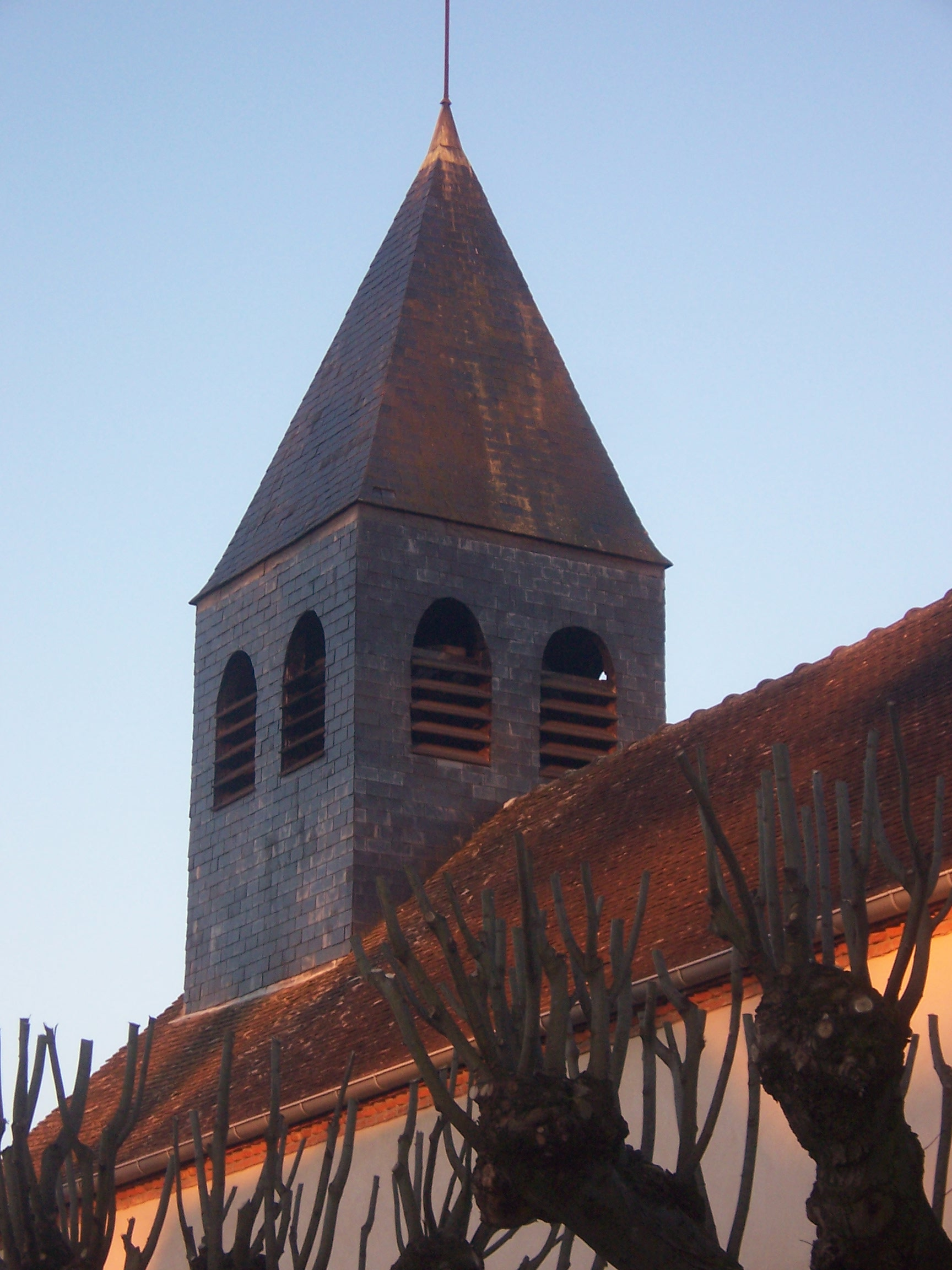
Kirche Saint-Vincent

## Persönlichkeiten
- Jean-Baptiste Pitra (1812–1889), Kardinal, geboren in Champforgeuil
- Dominique Rebourgeon (1946–2023), Künstler und Kunstlehrer